# Вулиця Стефаника (Київ)
Вулиця Стефа́ника — зникла вулиця, що існувала в Дніпровському районі міста Києва, місцевість Микільська слобідка. Пролягала від Каховської вулиці до вулиці Євгена Маланюка.
Прилучалися вулиці Бредіхіна, Білозерська та Юних Ленінців.

## Історія
Виникла в першій половині XX століття (у 1920-ті — на початку 1930-х років) під назвою вулиця Сельінтерна. На карті 1943 року позначена як Долобецька. Назву Стефаника вулиця отримала 1952 року, на честь українського письменника Василя Стефаника.
Ліквідована на межі 1980–90-х років у зв'язку зі знесенням старої забудови Микільської слобідки. Однак один будинок (№ 13) проіснував аж до кінця літа 2001 року. Електричні стовпи на частині вулиці були задіяні до 2007, а стояли до червня 2010 року, позначаючи місце проходження колишньої вулиці.